# Shen Yang
Shen Yang (chin. 沈阳; * 23. Januar 1989 in Nanjing, Provinz Jiangsu) ist eine chinesische Schachspielerin.

## Leben

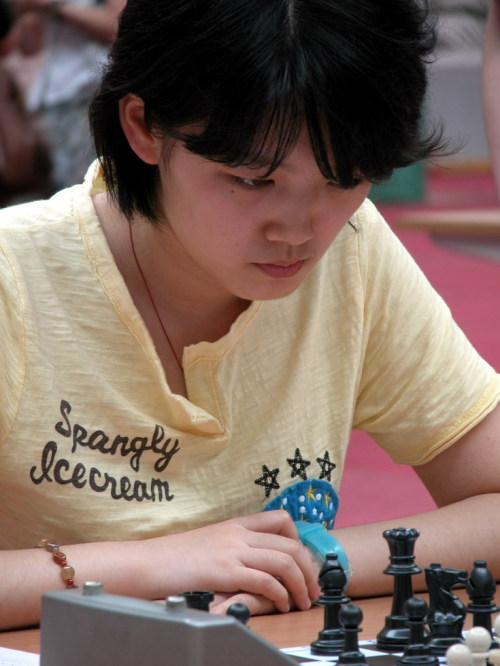
Shen Yang, 2007

Sie studiert an der Tsinghua-Universität in Peking.

## Erfolge
Im Jahre 2001 wurde sie im spanischen Oropesa del Mar U12-Mädchenweltmeisterin. Im Februar 2006 erreichte sie in Moskau beim Aeroflot Open ihre zweite IM-Norm. Im Oktober 2006 gewann sie, an Nummer 2 gesetzt, in Jerewan (Armenien) im Tigran Petrosjan Schachhaus die U20-Schachweltmeisterschaft für die weibliche Jugend des Weltschachverbandes FIDE knapp vor der erst 12-jährigen und an Nummer 1 gesetzten Hou Yifan und der Georgierin Salome Melia. Der Sieg gelang im Tie-Break, da vier Spielerinnen nach Abschluss der regulären Partien punktgleich waren. Im Juni 2009 gewann sie in Xinghua die chinesische Einzelmeisterschaft der Frauen.
Sie ist seit 2006 Großmeister der Frauen (WGM), die erforderlichen Normen erfüllte sie bei der chinesischen Frauenmeisterschaft 2004 in Lanzhou, bei einem Zonenturnier der Frauen in Peking 2005 und beim Aeroflot Open 2006 in Moskau. 2013 wurde Shen Yang zum Internationalen Meister (IM) ernannt, die Normen erfüllte sie bei der asiatischen Einzelmeisterschaft 2004 in Cebu sowie bei zwei Turnieren des FIDE Grand Prix der Frauen 2009–2011 in Nanjing und Ulaanbaatar.

## Nationalmannschaft
Mit der chinesischen Frauenmannschaft nahm Shen Yang an den Schacholympiaden 2006 in Turin und 2008 in Dresden teil, wobei sie 2006 mit der Mannschaft den dritten Platz erreichte. Sie nahm außerdem an der Mannschaftsweltmeisterschaft 2005 in Be’er Scheva teil, wo ihr ein Sieg gegen den russischen Großmeister Sergei Rublewski gelang, sowie an den Mannschaftsweltmeisterschaften der Frauen 2007 in Jekaterinburg, 2009 in Ningbo und 2013 in Astana. 2007 und 2009 gewann sie mit der Mannschaft, 2013 erreichte sie den zweiten Platz. Ferner gewann Shen Yang mit China die asiatischen Mannschaftsmeisterschaften der Frauen 2008, 2012 und 2014 sowie den Schachwettbewerb der Hallen-Asienspiele 2009.

## Vereine
In der russischen Mannschaftsmeisterschaft der Frauen spielt sie für Academy Tomsk am zweiten Brett, in China für Jiangsu, mit denen sie 2014 die Meisterschaft gewann.